# Isopterygiopsis
Isopterygiopsis là một chi rêu trong họ Plagiotheciaceae.